# Fu Niu Lele
Fu Niu Lele (chinesisch 福牛樂樂) war das offizielle Maskottchen der Sommer-Paralympics 2008 in Peking.

## Beschreibung
Fu Niu Lele ist eine comicartig, in verschiedenen bunten Farben gestaltete Kuh. Die dabei verwendeten Farben stammen von traditionellen Zeichnungen und Spielzeugen des Chinesischen Neujahrsfests. Das Motiv der Kuh wurde wegen ihres sanftmütigen Charakters sowie für ihre Zuneigung den für sie sorgenden Menschen gegenüber ausgewählt. Der Name bedeutet sinngemäß so viel wie „(viel) Glück“ (Fu), „Rind“ bzw. „Kuh“ (Niu) und „Freude“ (Lele).
Fu Niu Lele soll außerdem den Geist der Olympischen Spiele, die chinesische Kultur und die Stärke und Willenskraft der paralympischen Athleten repräsentieren, ihr Charakter die wesentlichen Züge des Paralympischen Ideals, nämlich Transzendenz, Gleichheit und Integration zeigen.

## Entstehung
Nachdem die offiziellen Maskottchen der Olympischen Sommerspiele 2008 bekannt gegeben wurden, begann im Dezember 2005 die Suche nach einem Maskottchen für die Paralympics 2008. Am 30. Dezember lagen der verantwortlichen Jury insgesamt 87 Entwürfe vor, aus denen sie drei auswählte: zum einen einen Chinesischen Flussdelfin, zum anderen zwei Figuren aus der chinesischen Mythologie, Sun Wukong und Nezha. Zur Wahl und Weiterbearbeitung des schlussendlichen Maskottchens wurden die drei Vorschläge einer Gruppe um Wu GuanYing, einem Kunstprofessor an der Tsinghua-Universität, vorgelegt. Dieser widerrief die drei Entwürfe mit der Begründung, dass der Delfin und die Figur des Sun Wukong schon zu häufig als Symbole verwendet wurden und dass der Charakter der Gestalt Nezha nicht zu den Paralympischen Spielen passte. Daraufhin brachte Wu GuanYing, der selbst auf dem Land aufgewachsen war, das Motiv der Kuh ins Spiel, welches sich in Abstimmung mit Experten und behinderten Sportlern schließlich durchsetzte. Am 28. August kürte das Internationale Paralympische Komitee die Kuh zum offiziellen Maskottchen.
Am 6. September 2006, genau zwei Jahre vor der Eröffnung der Paralympics in Peking, wurde Fu Niu Lele offiziell der Öffentlichkeit präsentiert.

## Sonstiges
In vielen Halbzeit- und Wettkampfpausen der Spiele wurde Fu Niu Lele eingesetzt, um das Publikum zu unterhalten. Dazu traten freiwillige Helfer in Kostümen auf und boten den Zuschauern kleine Tanzvorführungen. Die Freiwilligen, die auch während der Olympischen Sommerspiele in Kostümen der Fuwa auftraten, absolvierten im Vorfeld der Spiele einen speziellen Kurs, um in den übermannsgroßen Kostümen überzeugend agieren zu können. Das Kostüm von Fu Niu Lele etwa war so groß, dass der Träger nur durch die Nasenlöcher nach außen blicken konnte, im Inneren war eine Klimaanlage eingebaut, um die Helfer vor Überhitzung zu schützen.
Für die Spiele in Peking wurden, sowohl von den fünf Maskottchen der Olympischen Sommerspiele, als auch von Fu Niu Lele, ca. zwei Meter große Skulpturen angefertigt. Diese fanden nach Beendigung der Spiele keine Verwendung mehr und wurden auf der unvollendeten Baustelle eines Einkaufszentrums, das ursprünglich für die Olympischen Spiele errichtet werden sollte, abgelegt und dem Verfall preisgegeben. Für einige Beobachter spiegelt diese Tatsache den Umgang Chinas mit den Milliardeninvestitionen im Umfeld der Spiele wider, einige größere Neubauten bzw. Bauvorhaben wurden nie beendet oder blieben nach den Spielen ungenutzt.
Während der Abschlusszeremonie der Sommer-Paralympics 2016 in Rio de Janeiro trat Fu Niu Lele gemeinsam mit anderen paralympischen Maskottchen, wie zum Beispiel Tom (Rio de Janeiro 2016), Mandeville (London 2012) und Sumi (Vancouver 2010) auf.